# Camp de Dalt
Camp de Dalt (oficialment i en castellà, Campo de Arriba) és un llogaret del municipi valencià d'Alpont (comarca dels Serrans).
Situat a 900 metres s.n.m., a uns 4 quilòmetres de la vila, als peus de la muntanya Barajuelo, en la planura que els geòlegs coneixen com "el Got del Mediterrani" on es cultiven cereals, vinya i hortalisses i que els mateixos especialistes no descarten la possibilitat d'haver estat primer un llac prehistòric.
S'arriba per la carretera d'Alpont a Titaigües (la CV-345), municipi aquest darrer al que el separen uns altres quatre quilòmetres.
Té un celler vinícola anomenat de Santa Bàrbara, amb capacitat per a més d'1.000.000 de litres, i una ermita també dedicada a Santa Bàrbara, la festa de la qual celebren el 4 de desembre. En l'actualitat aquesta festa s'ha traslladat a la primera o segona setmana d'agost junt a un gran nombre d'actes, revetlles i altres.
L'any 1969 es comptabilitzaven 274 veïns, que comptaven amb el servei de dues escoles unitàries (una per a xics i l'altra per a xiques) i un cementiri propi.
El 1991 ja eren 162 habitants, tot i això era el major llogaret d'Alpont, comptant amb més veïns que la mateixa vila. Actualment, la població ha descendit més, fins al nombre de 118, 61 homes i 57 dones. Després d'Alpont és el primer llogaret en nombre d'habitants. Però cada any s'uneixen més estiuejants que mai han tingut relació familiar amb el llogaret. Els mesos d'estiu, la seva població arriba a quadruplicar-se.
Avui ja no existeixen les seves escoles i des de la construcció d'un col·legi a Alpont, els nens són transportats amb autobús tots els dies al col·legi. El cementiri també va tancar i els seus difunts descansen en el cementiri municipal d'Alpont. I està ben comunicada amb el poble gràcies al microbús municipal.